# Modena Football Club
El Modena Football Club 2018 es un club de fútbol de Italia, de la ciudad de Módena, en la región de Emilia-Romaña. Es el heredero de la tradición deportiva del Modena Football Club 1912, que fue fundado en 1912 y quebró el 28 de noviembre de 2017, cuando militaba en la Serie C, la tercera división de fútbol más importante en Italia. El nuevo equipo, fundado en abril de 2018, juega actualmente en la Serie B, la segunda división del fútbol nacional.

## Historia

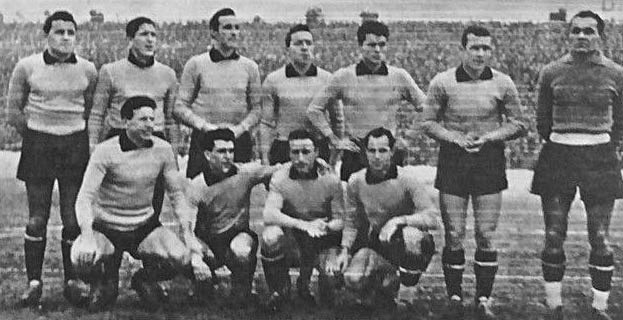
El Modena en la temporada 1946-47.

En el año 1908 surgieron en Módena dos entidades futbolísticas: la Associazione Studentesca del Calcio Modena y el Football Club Audax Modena. Los dos equipos se fusionan en abril del 1912 dando vida al Modena Foot Ball Club. El club participa en torneos nacionales de Primera división desde la temporada 1912/1913. En el 1929 participó por primera vez en la Serie A.

## Estadio

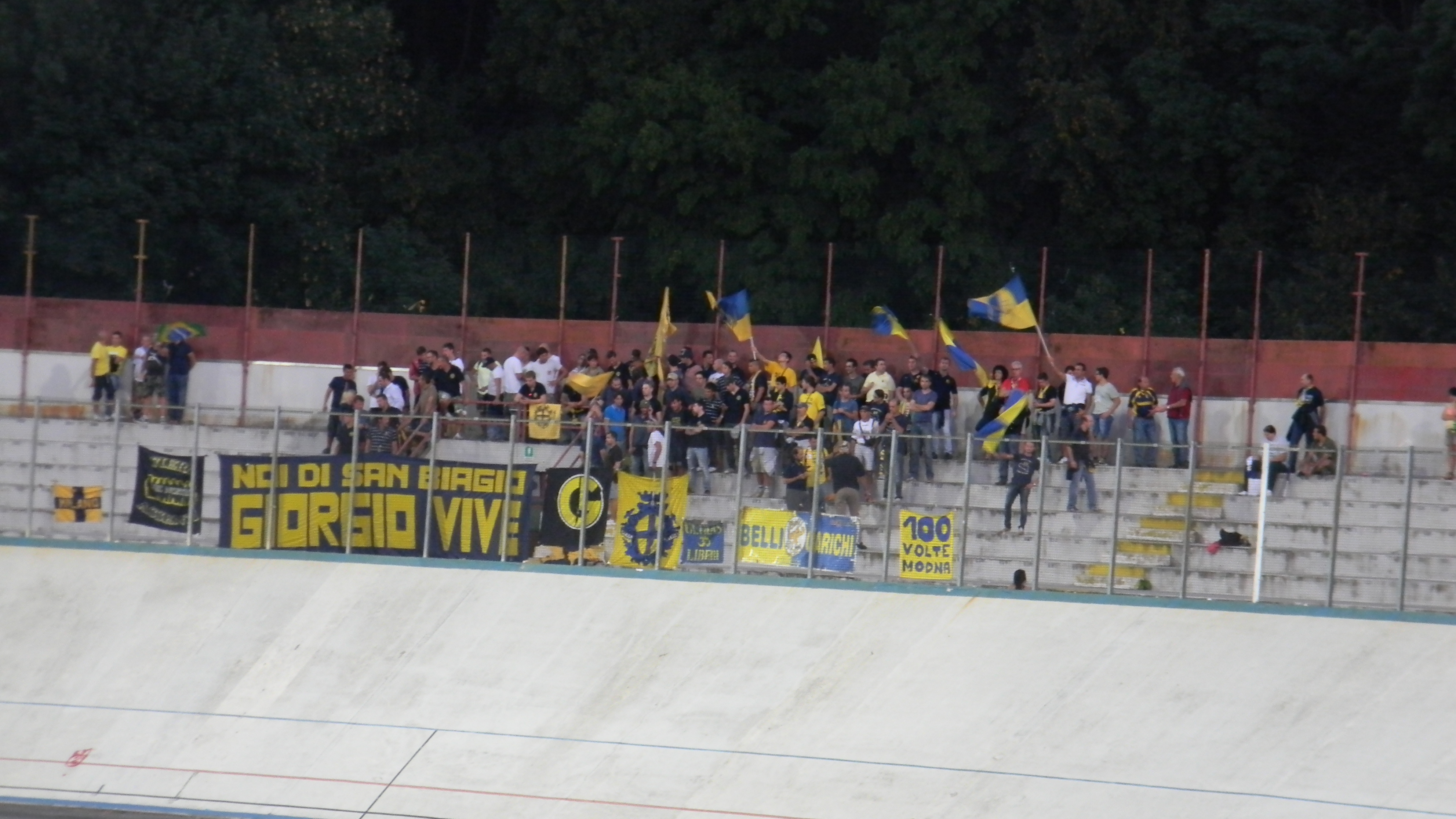
Hinchas del Modena.

## Datos del club
- Temporadas en la Serie A: 13
- Temporadas en la Serie B: 50
- Temporadas en la Serie C, Serie C1 o Lega Pro: 22
- Temporadas en la Serie C2: 1
- Otras categorías: 14

## Jugadores

### Futbolistas Destacados
Los jugadores destacados del plano nacional e internacional que tuvieron un paso por el club son:
- Luigi Balzarini (1963-66)
- Jorge Toro(1963-69)
- Marco Ballotta (1984-90)
- Giuseppe Baresi (1992-94)
- Luca Toni (1994-96)
- Asamoah Gyan (2004-06)
- Ignazio Abate (2006-07)

## Récords del club
- Jugador con más goles en la historia del club: Renato Brighenti, 81 goles.
- Jugador con más goles en una misma temporada: Cristian Bucchi, 29 goles en Serie B (2005/06).
- Jugador con un mayor número de partidos disputados: Renato Braglia, 499.

## Palmarés

### Torneos nacionales
- Serie B (2): 1938/39 y 1942/43
- Serie C (3): 1960/61, 1974/75 y 2021/22
- Serie C1 (2): 1989/90 y 2000/01
- Serie C2 (1): 1979/80
- Supercopa Serie C1 (1): 2000/01[2]

### Torneos internacionales
- Copa anglo-italiana (2): 1980/81 y 1981/82